# تاکانوری سوگنو
تاکانوری سوگنو (انگلیسی: Takanori Sugeno؛ زادهٔ ۳ مهٔ ۱۹۸۴) بازیکن فوتبال اهل ژاپن است.
از باشگاه‌هایی که در آن بازی کرده‌است می‌توان به باشگاه فوتبال کاشیوا ریسول اشاره کرد.